# عبد الله نور
عبد الله نور، من مواليد مكة - حي المسفلة (1940 - 2006م) أديب من السعودية.

## حياته
انتقل إلى الرياض منذ بلوغه السابعة. ساهم في إنشاء العديد من المرافق والمنابر الإعلامية المختلفة، أشهرها مجلة (اليمامة) السعودية، التي يعتبر أحد مؤسسيها مع الشيخ حمد الجاسر، وتولى إدارة تحريرها لفترة من الزمن، ثم أسند إليه منصب مدير تحرير صحيفة الرياض.
يعد من رموز الجيل الثاني للحداثة الأدبية في السعودية في فترة الستينات الميلادية، مع عابد خزندار ومشعل السديري و سليمان الفليح و عبد الله مناع وعلوي الصافي ومحمد عبد الواحد وعبد الله الماجد وخيرية السقاف وقبلهم بقليل عبد الله الجفري، الذين عرفوا بانفتاحهم على تيارات الفنون ومذاهبها العالمية حينها، مما أثرى بالتالي لغة الكتابة والصحافة وتوجه بها منحى مغايرا لما كان سائدا في لغة المقالة الصحافية. ولعل عنوان روايته الصحفية (لهاث الشمس) كان دلالة كافية على حداثته.

## مؤلفاته
- قبيلة عنزة قبل الإسلام
- الراية السعودية
- الوجود الجنسي في اللغة
- لهاث الشمس
- مدائن (خواطر)
- وجه بين حذائين (رواية)
- بذور الثعبان الضوئية (رواية)
- الزكام في الذاكرة
- دراسات وأبحاث (مخطوط)
- نون القران الكريم